# 劳里茨·维甘-拉森
劳里茨·维甘-拉森（挪威語：Lauritz Wigand-Larsen，1895年8月24日—1951年6月4日），挪威男子竞技体操运动员。他曾代表挪威获得1920年夏季奥运会体操比赛男子团体自由式银牌。他于1951年在卑尔根去世。